# Oxytrigona
Oxytrigona (лат.) — род безжальных пчёл из трибы Meliponini семейства Apidae. Не используют жало при защите. Хотя жало у них сохранилось, но в сильно редуцированном виде. Описан американским энтомологом Коккерелом в 1917 году.

## Распространение
Неотропика: от Мексики до Бразилии и Парагвая.

## Классификация
Около 10 видов. Первоначально таксон был описан в качестве подрода рода Trigona.
- Oxytrigona chocoana Gonzalez & Roubik, 2008
- Oxytrigona daemoniaca Camargo, 1984
- Oxytrigona flaveola (Friese, 1900) typus
- Oxytrigona huaoranii Gonzalez & Roubik, 2008
- Oxytrigona ignis Camargo, 1984
- Oxytrigona isthmina Gonzalez & Roubik, 2008
- Oxytrigona mediorufa (Cockerell, 1913)
- Oxytrigona mellicolor (Packard, 1869)
- Oxytrigona mulfordi (Schwarz, 1948)
- Oxytrigona obscura (Friese, 1900)
- Oxytrigona tataira (Smith, 1863)